# Мулло Абдулло
Мулло Абдулло (тадж. Мулло Абдулло, настоящее имя Абдулло Рахимов (тадж. Абдулло Раҳимов); ок. 1949 — 15 апреля 2011 Нурабадский район, Таджикистан) — таджикский государственный деятель. Наиболее одиозный «непримиримый» полевой командир ОТО, во время гражданской войны контролировал Дарбандский район (1992—1997). 
Назывался в СМИ Таджикистана «террористом международного уровня», «таджикским бен Ладеном», более 14 лет находился в розыске по обвинениям в терроризме, убийствах и других тяжких преступлениях. Был ликвидирован в результате спецоперации таджикских силовиков 15 апреля 2011 года.

## Биография
Абдулло Рахимов родился предположительно в 1949 году. Продолжительное время проживал в селе Камонгарон в окрестностях Душанбе, работал мастером по ремонту телевизоров. Был набожным человеком, несмотря на запрет и гонения на религию в годы советской власти, на протяжении 13 лет проходил религиозное обучение у местного духовного наставника Эшони Абдурахимджона, откуда и получил прозвище «мулло».
Во время гражданской войны Рахимов примкнул к Объединённой таджикской оппозиции. Контролировал Дарбандский район. После заключения соглашения «Об установлении мира и национального согласия в Таджикистане» в 1997 году, вошёл в число «непримиримых» полевых командиров, отказавшихся присоединиться к договорённостям о прекращении огня.
В 1998 году Мулло Абдулло был официально обвинён таджикскими властями, как организатор убийства трёх сотрудников ООН и их переводчика, которое произошло в 1996 году. В августе 2000 года предпринял попытку прорыва через границу Кыргызстана, которая была предотвращена пограничниками Таджикистана. В сентябре 2000 года его отряду был нанесён серьезный урон, после чего он был вытеснен в высокогорье Восточного Припамирья. Мулло Абдулло начал вести переговоры о сдаче и интеграции в местные властные структуры с Хабибом Сангиновым, заместителем министра МВД, но разорвав достигнутые договорённости, с оставшимися боевиками смог уйти в Афганистан. По другой версии, он был схвачен в ходе проводимой спецоперации и доставлен в столицу, где его судьба решалась при участии всех руководителей силовых ведомств страны. Подробности и условия его освобождения остались неизвестными.
Есть информация, что Мулло Абдулло принимал участие в боевых действиях против Северного альянса на стороне талибов. В конце 2001 года жил в Хайрабаде, недалеко от Мазари-Шарифа. 11 февраля 2002 года в некоторых СМИ была опубликована информация об его аресте вместе с шестью охранниками, правительственными силами Афганистана, в период правления администрации Хамида Карзая. По информации СМИ Таджикистана в мае 2009 года Мулло Абдулло нелегально пересёк границу страны и обосновался в Тавильдаринском районе. Тогда же, властями Таджикистана была предпринята неудачная попытка его ликвидации в ходе специальной операции «Мак-2009».

### Нападение на колонну правительственных войск в ущелье Камароб
19 сентября 2010 года в Раштском районе, в ущелье Камароб было совершено нападение на колонну военных, в ходе которого погибли 28 военнослужащих. 22 сентября власти Таджикистана объявили начало спецоперации по ликвидации членов бандформирований. Ответственность за нападение была возложена на бывших полевых командиров ОТО Мулло Абдулло, Мирзохуджу Ахмадова и Аловуддина Давлатова. 
4 января 2011 года был ликвидирован Аловуддин Давлатов один из организаторов нападения на колонну. Ещё один из обвинённых ранее полевых командиров, Мирзохуджа Ахмадов, добровольно сложил оружие после обещания амнистии со стороны таджикских властей, сдача Ахмадова стала переломным этапом в борьбе с Мулло Абдулло. 

### Смерть
Специальная операция в Нурабадском районе по ликвидации Абдулло Рахимова началась 14 апреля 2011 года. В операции была задействована авиация и бронетехника. Официально было объявлено о проведении тактических учений силовых структур. Группа боевиков, в числе которых находился Рахимов была заблокирована в горной пещере недалеко от селения Самсолик. Операция продолжалась в течение трёх дней, в ходе боевых действий труднодоступный горный лагерь был разбомблен авиацией, все обнаруженные боевики были уничтожены. 15 апреля было официально объявлено, что среди убитых находился и Мулло Абдулло.
В некоторых СМИ информация о смерти Мулло Абдулло была подвергнута сомнению, так как сообщения о его гибели поступали в 2001, 2003 и 2007 годах. Отмечалось также, отсутствие информации о внешности Рахимова и даже актуальных фотографий для его опознания.